# Rolls-Royce Vulture
Der Rolls-Royce Vulture ist einer der letzten kolbengetriebenen Flugmotoren, die von Rolls-Royce gebaut wurden. Er wurde Ende der 1930er- bis in die 1940er-Jahre entwickelt. Seine Entwicklung wurde jedoch nicht abgeschlossen, weswegen er meist an Überhitzungs- und Schmierungsproblemen krankte. So erreichte er auch nie die Serienproduktion.
Die Bezeichnung des Motors stammt gemäß damaliger Rolls-Royce-Tradition aus der Vogelwelt, der Familie der Geier.

## Geschichte
Technisch ist er verwandt mit dem Peregrine, der ein flüssigkeitsgekühlter Viertakt-V12-Motor ist. Vereinfacht gesagt besteht der Vulture aus zwei solchen Peregrine-Motoren, deren Zylinderbankwinkel auf 90° aufgeweitet wurde und die auf eine gemeinsame Kurbelwelle mit sechs Hubzapfen arbeiten. Da der Vulture ein symmetrischer X-Motor mit jeweils gleichen Winkeln von 90° ist, zählt er eigentlich zu den Reihensternmotoren – sechs 4-Sterne in Reihe hintereinander ergeben 24 Zylinder.
Die Kurbelwelle ist sechsfach gekröpft – für jeden der sechs Vierzylinder-Sterne einmal. Die Versatzwinkel der einzelnen Kröpfungen betragen wie beim Reihen-Sechszylinder 0°, 120°, 240°, 240°, 120°, 0°. So werden gleichmäßige Zündabstände erreicht (alle 30° Kurbelwellenumdrehung eine Zündung).
Er war Teil eines Rüstungsprogrammes, Motoren mit mehr Leistung als den bereits etablierten Merlin von Rolls-Royce (1100 PS oder 820 kW in frühen Produktionsversionen) zu schaffen – ein Programm, das auch Entwicklungen wie den Napier Sabre hervorbrachte.
Im Zweiten Weltkrieg war geplant, den Vulture als Antrieb für britische Bomber (wie die Avro Manchester) und Jagdflugzeuge (wie die Hawker Tornado) einzusetzen.
Durch die rasche Entwicklung anderer einfacherer Motoren (z. B. den V12 Rolls-Royce Griffon) oder der Turbopropantriebe wurde die Entwicklung des vielversprechenden Vulture jedoch aufgegeben.
Es gibt nur wenige Beispiele weiterer symmetrischer X24-Motoren (Reihensternmotoren mit sechs 4-Sternen). Zu ihnen zählen der 2660 PS starke Daimler-Benz DB-604 sowie der 1500 PS starke Allison X-4520 mit 74 Litern Hubraum aus dem Jahre 1928.

## Technische Daten
- Motortyp: wassergekühlter, aufgeladener 24-Zylinder-Reihenstern-Viertaktmotor (6 × 4 Sterne)
- Hub: 140 mm
- Bohrung: 127 mm
- Hubraum: 42,56 Liter
- Leistung: bis 1470 kW bzw. 2000 PS
- spezifische Leistung: 35 kW/l bzw. 47 PS/l